# 西藏汉化政策

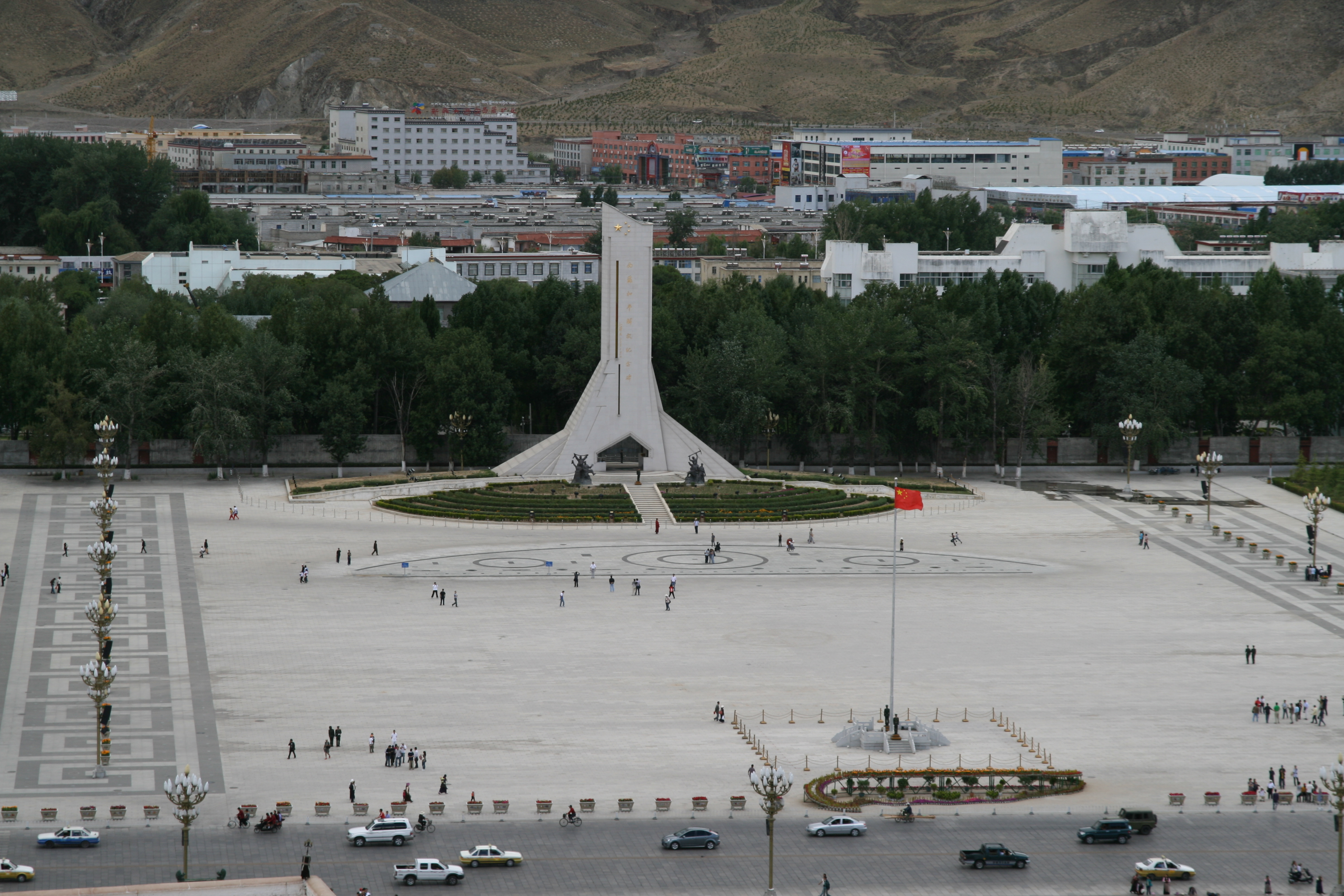
西藏拉萨布达拉宫广场的西藏和平解放纪念碑（2009年）

西藏汉化政策是指中国政府与中国共产党对在西藏自治区以及周围地区的汉化政策。自从中华人民共和国控制西藏以来，政府对西藏在经济、社会、文化、宗教和政治方面进行一系列的改革。改革的批评者认为，政府资助鼓励大量汉族人迁入西藏是为进一步汉化此地。
根据西藏流亡政府的说法，中华人民共和国政府的政策据称导致了西藏传统文化的消亡；他们将这称为“文化灭绝”。
中国政府认为其政策对西藏有利，西藏文化与社会的变化是现代化的结果，而西藏经济也得到改善和增长，基础设施和相关公共服务等完善提高了藏人的生活质量水平，西藏语言与文化也得到因有的保护。

## 历史背景

### 早期发展
清朝覆灭之后并到1950年这段时间，西藏大概上为一个法律虽属中华民国的一部分却又为事实上的独立国家，尽管没有得到其他国家的承认；但它可印制自己的货币和邮票；虽然没有派遣外交大使但他却依旧于在国际上有着外交活动。当时的西藏噶厦政府声称统治三省（安多、康区和卫藏），但实际只控制康区西部与卫藏。
中华民国建立后，当时西北部回族军阀、青海省长马步芳被藏民指控在藏区实施汉化和伊斯兰化政策。据称在马步芳的统治之下，许多藏民被强迫皈依，并缴纳各种苛捐杂税。
西藏噶厦政府将阿沛·阿旺晋美派往康区昌都，这是一个靠近边境的战略重镇，命他坚守阵地，同时从拉萨派来援军与支援其与解放军作战。1950年10月16日，解放军向昌都推进，并占领了日沃切镇。之後，阿沛和他率领的士兵撤退到一座寺院，最终他在那被解放军包围后俘虏。随后，阿沛写信劝说西藏噶厦政府和平谈判。其后于谈判中根据中国谈判代表的说法：“是和平解放西藏，还是用武力解放西藏，由你们自己选择。而对于我们而言这只是给解放军发一封电报，然后让他们重新开始向拉萨进军的问题。”由于西藏当时缺乏世界各国的承认与支持，向联合国求助也无功而返，加上当时英国退出印度，又正值朝鲜战争爆发，英法不愿节外生枝。以上原因促使达赖喇嘛于1951年8月给毛泽东发了一封接受协议的电报。西藏谈判代表们在胁迫下签署了协议。而后当时西藏谈判代表接受了十七条协议。协议规定，西藏以自治地位回归中华人民共和国。

1954年，毛泽东从第十四世达赖喇嘛丹增嘉措手中接过藏传佛教经幡

中国方面将西藏并入中国统治称为“西藏和平解放”。但达赖喇嘛认为这是殖民西藏。，西藏青年大会也认为是入侵；中国政府認為统治这些地区的合法性源自经济增长与环境改善，据达赖喇嘛说，中国政府鼓励汉人移民西藏。西藏签订《十七条协议》协议之前，西藏经济以自给自足的农业为主，1950年代，35000名士兵驻军使西藏的粮食供应紧张。1954年达赖喇嘛在北京访问毛泽东时，毛泽东告诉他，他打算准备将把4万名中国农民迁往西藏。
1960年代大跃进后，中国政府胁迫西藏农民种植玉米而非青稞。以至于最后收成不好而导致成千上万的西藏人饿死。

### 文化大革命
文化大革命影响整个中国，西藏也不例外。红卫兵袭击当地平民，而他们被指控为走资派；六千多座寺庙被洗劫一空。僧侶和尼姑被迫离开他们的寺院，而那些反抗的人则被监禁。囚犯们被强迫做苦工，遭受酷刑并被处决。布达拉宫有受破坏之危险但时任总理周恩来批示，从而令布达拉宫没受到红卫兵的破坏。

### 近期发展

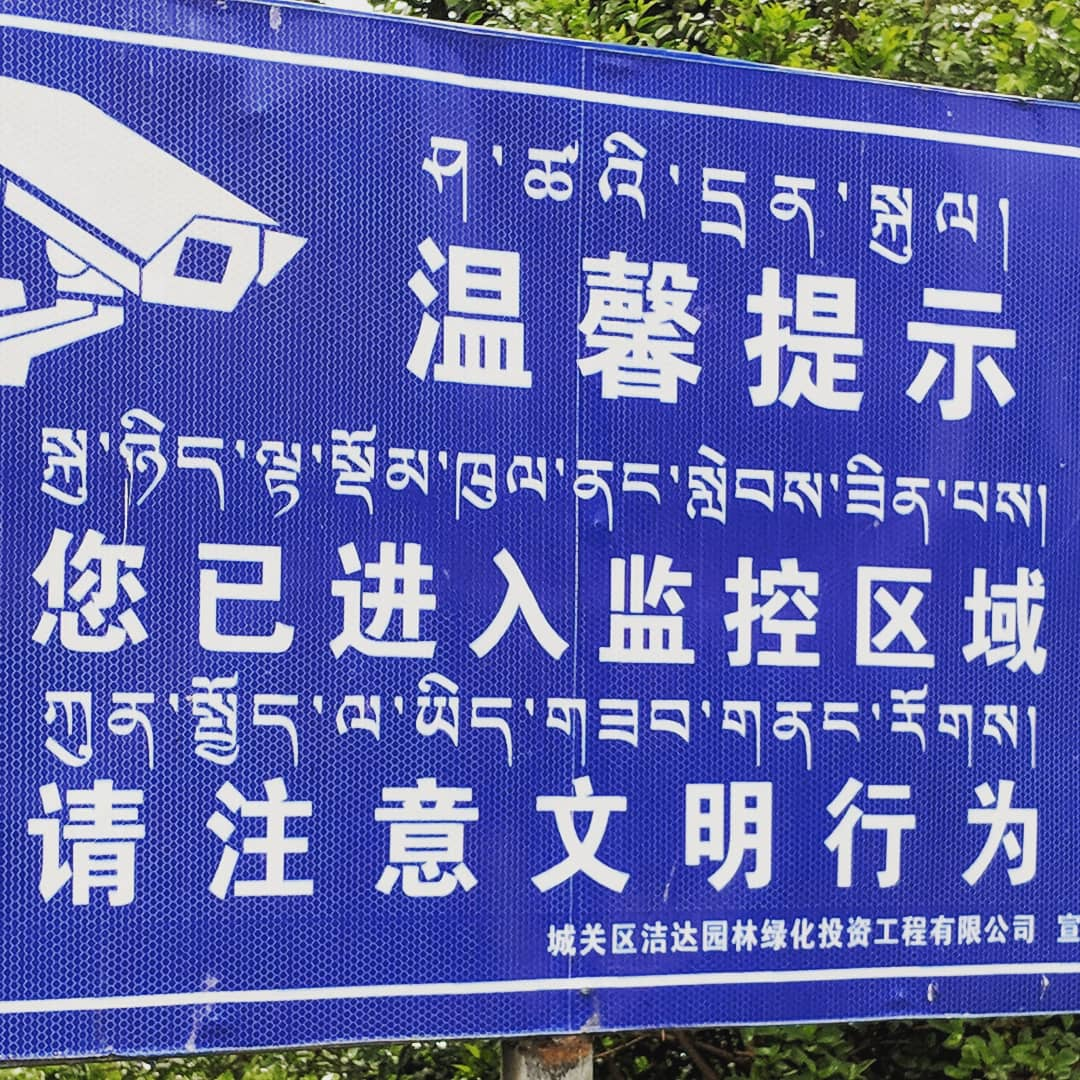
一个用藏语与汉语写的告示牌（西藏拉萨，2018年）

文化大革命结束后，中国政府颁布西部大开发战略，以改善西藏经济环境吸引汉族移民；中国政府以劳动力素质低下与落后基础设施为由鼓励移民刺激竞争；并且邓小平通过经济改革将西藏的传统经济转为市场经济。
西藏自治区的主体民族是藏族，2008年约占西藏人口的93%。据称，2008年藏区骚乱缘由之一据信是由于汉族回族大量移来西藏。
中国政府投资开发西藏，作为其中国西部大开发政策的一部分；自2001年以来已在西藏投资3100亿元人民币（约456亿美元）。2009年，它对西藏的投资超过70亿美元，比前一年增加了31%。 2006年建成青藏铁路，耗资36.8亿美元，导致西藏来自中国其他省份的游客增多。上海政府出资860万美元建造西藏上海实验学校，1500名藏族学生在那里接受汉语教育。有些年轻的藏人认为他们是藏人也是中国人，并且能说流利的藏语和汉语。
2020年8月，中国共产党总书记习近平发表讲话，指出“要积极引导藏传佛教与特色社会主义相适应，推动藏传佛教中国化。”2021年8月，汪洋在布达拉宫前宣布要在“西藏筑牢中华民族共同体意识”。

## 宗教
中国政府要求主导第十五世达赖喇嘛的选举，而这与西藏几个世纪以来的传统相反。当达赖喇嘛在1995年确认一名藏族男孩是班禅喇嘛的转世时，中華人民共和国政府带走了这男孩和他的父母；随后，中華人民共和国政府则自行选出了喇嘛；而达赖喇嘛选择的那个男孩，即更登确吉尼玛下落不明。中華人民共和国政府称他有一份稳定的工作和正常的生活，他家人不望受外人打扰；
而西藏学校向家长发出警告，学生不可在寺院上课，而这在西藏是个传统；同时也不可参与任何宗教活动；若他们这样做了，就会受到严厉的惩罚：如失去政府的福利和补贴。
2010年以来，随着对宗教迫害的升级，拆除象征西藏文化和宗教信仰的祈祷旗帜的做法有所增加；2020年6月，中国政府启动了一项改革计划，从青海果洛和昌都市腾冲县开始，下令销毁经幡。2019年西藏人权与民主中心年度报告发现“中国警察和监视小组进入寺院和村庄，以监视西藏居民是否有反对中国统治的迹象”，面部识别技术等被用来镇压以及针对加强对公民的监控。
美国宗教自由委员会称，2019年夏天，中国政府拆除了四川省亚青加藏传佛教中心的数千间住宅，使多达6000名僧尼流离失所；2019年4月，中華人民共和国政府关闭了拉隆噶尔佛学院，不再招收新学员。当局还加强了对拥有或展示达赖喇嘛照片的人的镇压；并在一些地区禁止学生在学校假期期间参加宗教节日活动。为了抗议政府的镇压政策，2009年2月以来，至少有156名西藏人为抗议自焚。

## 教育、文化和语言
中华人民共和国宪法保障民族地区的自治权，并规定地方政府应使用少数民族语言；1949年以来，中国政府利用教育系统让藏族人学习汉语推动汉化进程；21世纪初，青海藏区的藏族教育出现了藏语化的进程，通过藏族教育工作者的基层倡议，藏语已经在一定程度上可以作为青海的小学、中学和大学的主要教学语言；但这种情况如今已不复存在，中国政府在2010年代迅速扩大同化政策。由于各少数民族地区语言授课班学生在升学以及工作或进入劳动力市场中面临重重困难，因此自20世纪90年代以来，由于政府面临相当大比例的民语学校毕业生长期无法就业的巨大社会压力时，加强汉语文教学，因此选用汉语进行授课便成了诱人的选择；而因此，在劳动力市场或工作岗位上，要求藏语者的岗位越来越少，并被边缘化。
1987年，西藏自治区公布规定，要求在学校、政府办公室和商店以藏语为主要语言；这些规定在2002年被取消，其语言政策和做法已“危及”西藏文明与文化的流传传承；在西藏地区，政府部门常使用汉语工作，事务也同样使用汉语。经常可以看到提倡使用汉语的标语；寺院和学校经常为普通人开设藏语书面语课程，僧侣在旅行时也会授课，而政府因此命令寺院和学校结束课程。中国共产党于2018年12月发布命令，禁止藏族僧侣或其他未经批准的团体教授非正式课程，并命令学校于2019年5月青海省果洛市停止用藏语教授所有科目，一年级的藏语课程除外。
自1985年以来一直在运作的西藏寄宿学校，招生人数迅速增加。藏族儿童被带离他们的家庭，以及西藏的宗教和文化影响，并被安置在中国各地仅有的藏族寄宿学校，远在西藏自治区之外。高年级学生只有在老师的陪同下才可以离开校园。中国政府的政策要求让西藏公务员远离达赖喇嘛与支持政府的民族政策；2020年4月，四川阿坝的课堂教学由藏语转为汉语普通话。
2025年8月，西藏自治区主席嘎瑪澤登表示，西藏自治区从2024年开始将藏语文从高考的必考科目改为选考科目，考生可自由报考。他同时否认了取消藏语文教学的报道，称基礎教育階段藏語文課程設置不變、課程不減，納入初高中學業水準考試評價。

## 安置游牧民
中国政府在2003年发起计划，将游牧民安置到新建住房城镇。 此计划安置曾在中国广阔边疆地区游荡的数百万牧民，中国政府称它将把剩余的120万游牧民迁入有学校、电力和现代医疗服务的城镇。提出这一政策是政府认为放牧会损害草原生态；但中国与国外生态学家对这一政策提出质疑，称将游牧民安置政策是有问题的；在中国政府建造的“迁移区”做的调查表明存在：长期失业、酗酒和游牧传统断裂；人权组织说，牧民的许多抗议活动都遭到严厉镇压。
2011年的一份报告中，联合国食物权问题特别报告员批评中華人民共和国的游牧民安置政策过于强制性，并称这政策导致“贫困加剧、环境恶化和社会崩溃”。
2017年，由于2016年宣布的一项新政策，之前在青海安置计划中被迫离开传统牧地的藏族游牧民被告知要回去，这样政府就可以将他们目前的家园开发为旅游中心和公务员的住房。在新城镇生活了两年后，现在居民现在被迫搬回原来的草原，但他们如今没了牲口，而牲口则是西藏游牧社区的主要生计来源。

## 人口增长

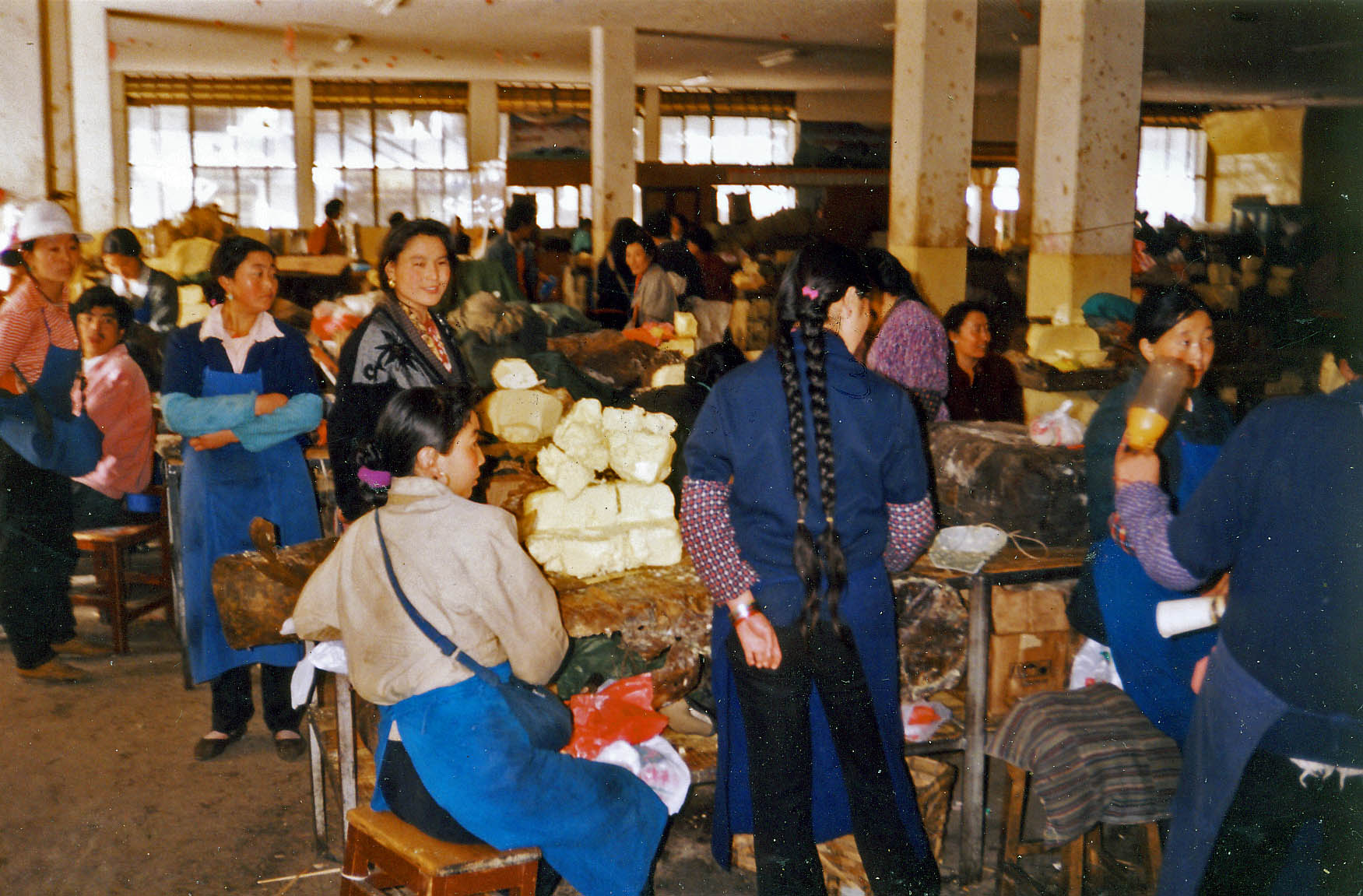
1993年拉萨集市

1949年，拉萨有300至400名汉族居民。 1950年，拉萨城市面积不到3平方公里，而约有3万名居民；当时布达拉宫与卓尔村被认为不属于城市范围内； 1953年，根据第一次人口普查，拉萨约有3万名居民（包括4000名乞丐，不包括15000名僧人）。
1992年，拉萨的常住人口估计略低于14万，包括96,431名藏族人，40,387名汉族人，以及2,998名回族和其他民族。此外，还有60,000-80,000名游客或临时居民，他们主要是前来西藏的朝圣者和商人；同年，西藏自治区总人口达到225.27万人，其中藏族人口216.80万人，占总人口的96.2%。2000年，根据第五次全国人口普查，拉萨市常住人口为47.45万人；同年，西藏自治区总人口达到251.23万，其中藏族人口242.18万，占总人口的96.4%。
根据2010年第六次全国人口普查，西藏自治区常住人口为3002166人，同第五次全国人口普查的全区人口2616329人相比，十年共增加385837人，增长14.75%。年平均增长率为1.39%；其中，藏族人口为2716389人，其他少数民族人口为40514人，汉族人口为245263人。藏族和其他少数民族人口占91.83%（藏族人口占90.48%，其他少数民族人口占1.35%；汉族人口占8.17%）同2000年第五次人口普查相比，藏族人口增加289221人，其他少数民族人口增加9923人，汉族人口增加86693人。
根据最新的2020年第七次全国人口普查，拉萨全市人口的常住人口为867891人，其中包括藏族人口为608856人，其他少数民族人口为25953人，汉族人口为233082人。而全区人口则达到3648100人，其中藏族人口为3137901人，其他少数民族人口为66829人，汉族人口为443370人。与2010年第六次全国人口普查相比，藏族人口增加421512人，其他少数民族人口增加26315人，汉族人口增加198107人。

## 西藏问题爭论
1989年，法国刑事律师罗贝尔·巴丹戴尔与达赖喇嘛一起参加一档法国著名的人权节目《撇号》（Apostrophes）。在谈到西藏传统文化逐渐消亡时，巴丁特使用“文化种族灭绝”这一词汇来描述。1993年，达赖喇嘛使用了同样的短语来描述西藏传统文化灭绝；2008年西藏动乱中，他指责中華人民共和国镇压并进行文化灭绝。
2008年，哥伦比亚大学西藏研究项目主任羅伯·巴聶特说，是时候放弃对中華人民共和国政府文化种族灭绝的指责了。“我认为我们必须忘掉任何关于中国居心不良或试图灭绝西藏文化的说法。”巴聶特在《纽约书评》的一篇评论中表达了他的疑惑。“如果西藏境内的藏族文化正在被灭绝，那么为何西藏境内的那么多藏族人似乎仍有更旺盛的文化生活，有一百多本藏文文学杂志，甚至比流亡藏人中央文化更为活跃？” 

## 扩展阅读
- Fischer, Andrew M. Urban Fault Lines in Shangri-La: Population and economic foundations of inter-ethnic conflict in the Tibetan areas of Western China （页面存档备份，存于） Crisis States Working Paper No.42, 2004. London: Crisis States Research Centre (CSRC).
- Kuzmin, S.L. Hidden Tibet: History of Independence and Occupation. Dharamsala, LTWA, 2011 （页面存档备份，存于）.